# 法爾肯施泰因山
47°58′46″N 15°20′4″E / 47.97944°N 15.33444°E

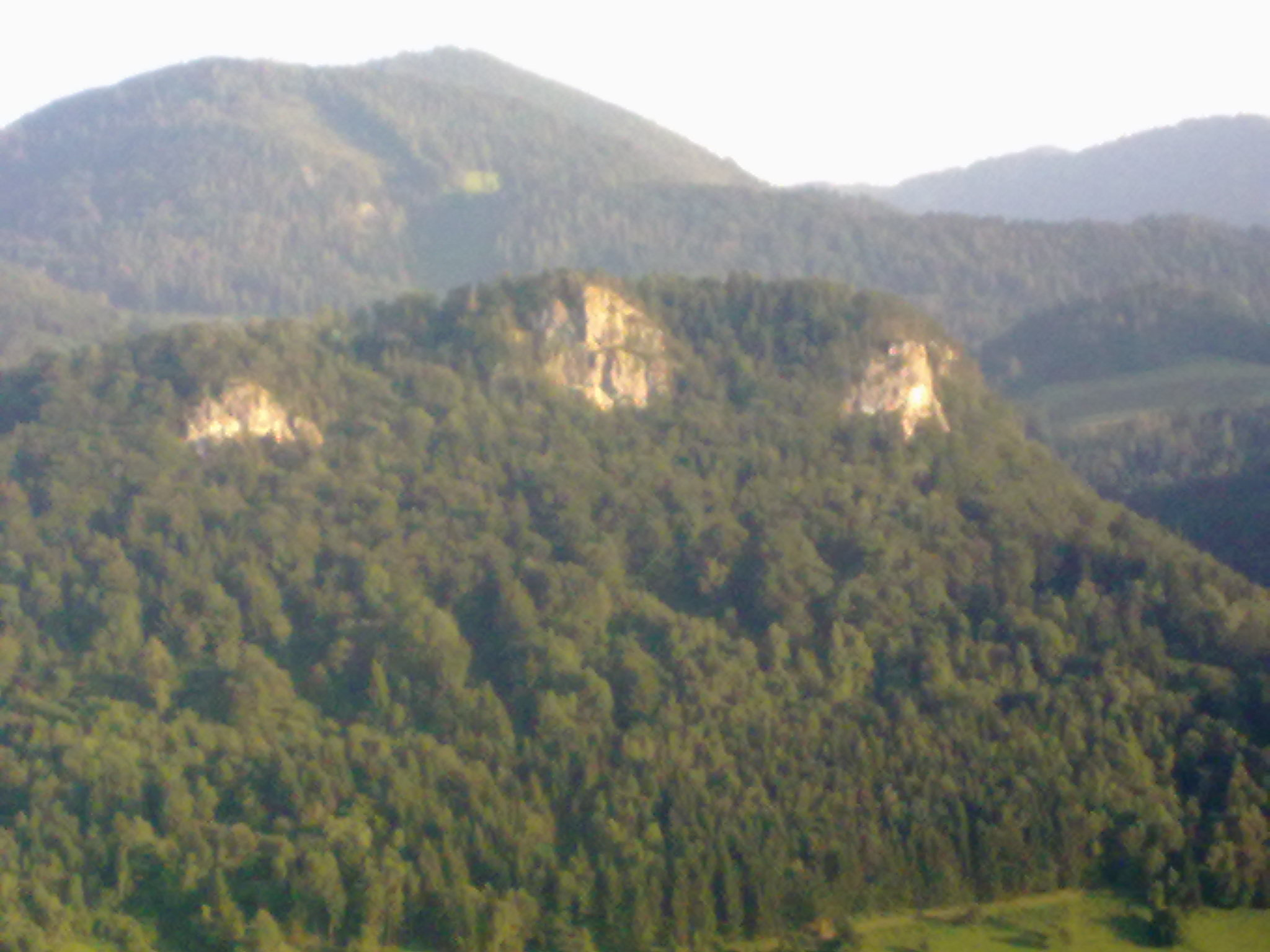

法爾肯施泰因山（德語：Falkenstein），是奧地利的山峰，位於該國東北部，由下奧地利州負責管轄，屬於蒂爾尼茨阿爾卑斯山脈的一部分，處於弗蘭肯費爾斯附近，海拔高度720米。